# 埃斯平府邸

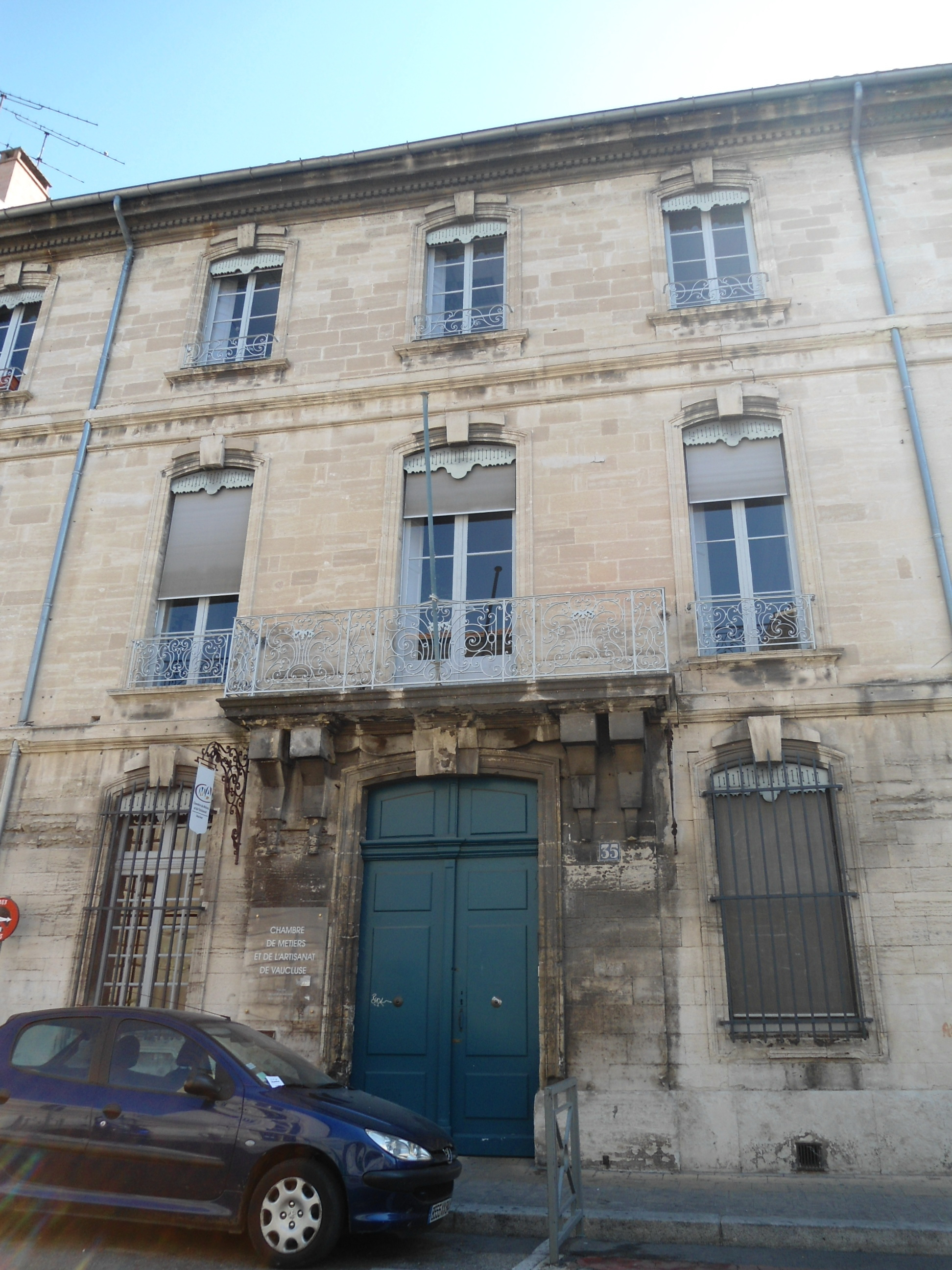

埃斯平府邸（法語：Hôtel de l'Espine）是法国阿维尼翁的一处历史建筑（15世纪），原为多明我会修道院。圣加大利纳曾在修道院教堂祈祷。耶稣会初学院曾设此。
20世纪下半叶，该建筑属于阿维尼翁大学文学院。这里是1968年5月总罢工和第22届阿维尼翁节的焦点。
1956年，该建筑立面列为法国历史古迹。